# Großsteingrab im Ipeken
Das Großsteingrab im Ipeken, auch Groß Berßen II genannt, ist ein neolithisches Ganggrab mit der Sprockhoff-Nr. 857. Es entstand zwischen 3500 und 2800 v. Chr. und ist eine Megalithanlage der Trichterbecherkultur (TBK).

## Lage
Das Großsteingrab im Ipeken II ist ein Bauwerk der Nordischen Megalitharchitektur und liegt südlich von Sögel an der Landstraße (K138) von Klein Berßen nach Hüven, in der Samtgemeinde Sögel im Landkreis Emsland in Niedersachsen.

## Beschreibung
Das West-Ost ausgerichtete Großsteingrab, bei dem alle 14 Trag- und vier Decksteine erhalten sind und sich größtenteils in situ befinden, hat eine Kammer von 8 × 2 Meter. Von einer ehemaligen Einfassung ist ebenso wie von einem Hügel nichts zu erkennen. 
Die Anlage ist Teil der „Hünengräberstraße des Hümmling“ und der Straße der Megalithkultur.